# La vita bugiarda degli adulti (serie televisiva)
La vita bugiarda degli adulti è una serie televisiva diretta da Edoardo De Angelis, tratta dal romanzo omonimo di Elena Ferrante e distribuita internazionalmente su Netflix dal 4 gennaio 2023.

## Trama
Napoli, anni '90. Giovanna Trada è una ragazzina nata in una famiglia della Napoli bene, figlia di due docenti, Andrea e Nella, che affronta il passaggio dall'infanzia all'adolescenza attraversando una fase di ribellione. Legge molto, è capace e intelligente, ma il suo equilibrio comincia a rompersi, il rendimento scolastico comincia a calare e lei prende sempre di più le sembianze di sua zia Vittoria, la sorella del padre il cui volto è censurato in tutte le foto di famiglia. Giovanna è incuriosita dalla figura misteriosa della zia, tanto da desiderare di conoscerla e così, una domenica, va a trovarla nel quartiere malfamato di Napoli in cui vive, accompagnata dal padre (che però resta in macchina) e le due iniziano a costruire un forte legame. Vittoria accompagna la nipote in un viaggio introspettivo fatto di amori sentimentali e carnali, di amicizie consolidate e problemi familiari, fino alla risoluzione della ricerca di quell'identità ancora non delineata di una bambina che ha cominciato ad accedere nel suo mondo di donna. Giovanna si muove quindi con i suoi problemi adolescenziali tra le due facce di Napoli: quella borghese ‘di sopra‘ che s'è attribuita una maschera fine e quella smodata e triviale ‘di sotto' con tutte le sue caratteristiche, contraddizioni e complessità. Giovanna oscilla tra alto e basso, ora precipitando ora inerpicandosi, disorientata dal fatto che, su o giù, la città sembra senza risposta e senza scampo.

## Episodi
| nº | Titolo      | Pubblicazione  |
| -- | ----------- | -------------- |
| 1  | Bellezza    | 4 gennaio 2023 |
| 2  | Somiglianza | 4 gennaio 2023 |
| 3  | Amarezza    | 4 gennaio 2023 |
| 4  | Solitudine  | 4 gennaio 2023 |
| 5  | Amore       | 4 gennaio 2023 |
| 6  | Verità      | 4 gennaio 2023 |

## Personaggi e interpreti

### Personaggi principali
- Giovanna Trada, interpretata da Giordana Marengo. 
 Giovanna è un’adolescente degli anni ‘90 alla ricerca della propria identità. Capelli corti, occhi penetranti e un look aggressivo, grunge. “Sta facendo la faccia di Vittoria”, dice di lei la madre al padre all’inizio della storia. E forse è vero, se a quindici anni, cresciuta nel mondo di sopra della Napoli bene, sta diventando brutta e cattiva come l’innominabile zia con cui la famiglia Trada non parla da anni. Giovanna legge molto, adora i romanzi, è sveglia, intelligente, capace, ma a scuola va male; a casa, con i genitori prima tanto amati, dopo quello che li ha sentiti dire, è una battaglia quotidiana - e quale atto di ribellione migliore contro una famiglia di insegnanti se non quello di venire bocciata? Giovanna è una ragazzina che sta diventando donna, già però dentro il corpo prosperoso di una fimmina che attizza le indiscrete attenzioni maschili. Giovanna sta cambiando, lo sente. È quindi per ritrovarsi, per capire che faccia abbia veramente, che convince il padre a farle visitare la zia. L’incontro con Vittoria, che le somiglia tantissimo e nella quale non può fare a meno di rispecchiarsi, le apre gli occhi: scoprirà inconfessabili segreti sui suoi genitori e il loro passato, imparerà a mentire come gli adulti, a parlare come la zia, e come Vittoria ad aprirsi all’amore e al sesso.
- Andrea Trada, interpretato da Alessandro Preziosi. 
Padre di Giovanna, marito di Nella e fratello di Vittoria. Andrea, capelli impomatati e sigaro in bocca, è un intellettuale coltissimo, comunista, insegnante rispettato del Vomero che scrive pezzi su L’Unità di Napoli. All’apparenza, potrebbe sembrare un uomo gentile, allegro, un marito innamorato, un amico fedele, un padre affettuoso, e forse lo è stato, ma da quando Vittoria ha consigliato a Giovanna di guardare attentamente i suoi genitori, “perché altrimenti non ti salvi”, si è accorta di chi è veramente: un bugiardo patentato, un traditore. Andrea è un uomo che non ti guarda mai negli occhi, capace di scatti d’ira improvvisi, che, a differenza di Roberto, si vergogna della miseria del Pascone in cui è cresciuto. È forse per questo che ha troncato ogni rapporto con Vittoria, perché gli ricorda da dove viene.
- Nella Trada, interpretata da Pina Turco.
Mamma di Giovanna e moglie di Andrea. Anche lei, come il marito, è una rispettata insegnante che arrotonda traducendo romanzi stranieri. Andrea è la sua luce, ama la sua intelligenza, la sua cultura, il coraggio che gli ha permesso di emanciparsi dalla miseria del quartiere in cui è cresciuto. Nella è una madre attenta e comprensiva, che però non riesce più a comprendere la figlia, la sua ossessione per Vittoria, che per lei è un mostro bugiardo e invidioso, che ha fatto di tutto per ostacolare l’ascesa del marito.
- Costanza, interpretata da Raffaella Rea.
Moglie di Mariano, madre di Angela e Ida, unica erede di una ricchissima famiglia napoletana che le ha lasciato la stupenda villa vista mare di Posillipo, in cui abita con la famiglia. Costanza è una donna raffinata, elegante, misurata, dal portamento signorile, sempre ben vestita, truccata, acconciata.
- Mariano, interpretato da Biagio Forestieri.
Marito di Costanza, è il migliore amico di Andrea - i due si conoscono dai tempi dell’università - con cui è capace di discutere per ore di letteratura e politica. Colto e sboccato, è anche lui professore della Napoli bene. Laico, liberale, progressista, comunista: sono i valori con cui ha cresciuto le figlie. Occhialino tondo e baffo folto, è quello che nel gruppo di amici si concede più spesso l’uso del dialetto.
- Vittoria Trada, interpretata da Valeria Golino. 
La zia di Giovanna, sorella di Andrea. Vittoria è una tempesta, prosperosa e selvaggia, sboccata, sfacciata, insofferente e ironica, scostante ma a suo modo amorevole. È una fumatrice appassionata, si trucca molto, indossa vestiti fasciatissimi e sgargianti. Vittoria -  cattolica praticante, licenza media, donna di servizio - ha un amore tragico nel suo passato, il suo unico grande amore, Enzo. Nella famiglia di Giovanna, la zia è una figura sfocata, un rettangolino precisissimo a cancellare il volto su una vecchia fotografia, un essere misterioso e stregonesco che porta scompiglio, che in casa non può essere nominato e che per questo accende la fantasia della nipote. Vittoria ama Giovanna, ma le due hanno un rapporto conflittuale. Sarà grazie a lei che scoprirà la vera natura degli adulti: sono tutti bugiardi… anche lei.

### Personaggi secondari
- Angela, interpretata da Rossella Gamba.
 Migliore amica d'infanzia di Giovanna.
- Ida, interpretata da Azzurra Mennella.
 Sorella minore di Angela. Come Giovanna, entrerà in contrasto con i genitori.
- Margherita, interpretata da Susy Del Giudice.
 Amica di Vittoria e moglie di un maresciallo di pubblica sicurezza, è madre di Corrado, Giuliana e Tonino.
- Corrado, interpretato da Giuseppe Brunetti. 
Uno dei tre figli di Margherita che frequenta brutti giri dell'amico Rosario; è ossessionato di Giovanna.
- Giuliana, interpretata da Maria Vera Ratti.
Sorella di Corrado e Tonino, è la fidanzata di Roberto che l'ha tolta dalla miseria.
- Tonino, interpretato da Gianluca Spagnoli.
Terzo figlio di Margherita e amico intimo di Roberto.
- Rosario, interpretato da Adriano Pantaleo.
 Figlio dell'avvocato camorrista Sergente, si sente un boss con la sua Ferrari e il suo orologio costoso e s'invaghisce di Giovanna.
- Roberto, interpretato da Giovanni Buselli. 
 Ideologo di area cattolica, insegna all'università di Milano.

## Produzione
La serie è stata girata in diversi quartieri di Napoli tra il centro e la periferia: la casa di Giovanna si trova al Vomero, quella della zia Vittoria è nella zona industriale Gianturco mentre quella di Vittoria a Poggioreale; compaiono anche alcune zone panoramiche come gli scogli di Marechiaro e le tredici rampe di Sant'Antonio e il Belvedere a Posillipo. Altre scene sono state effettuate a Milano dove la casa di Roberto si trova sui Navigli.